# Bishopsbourne

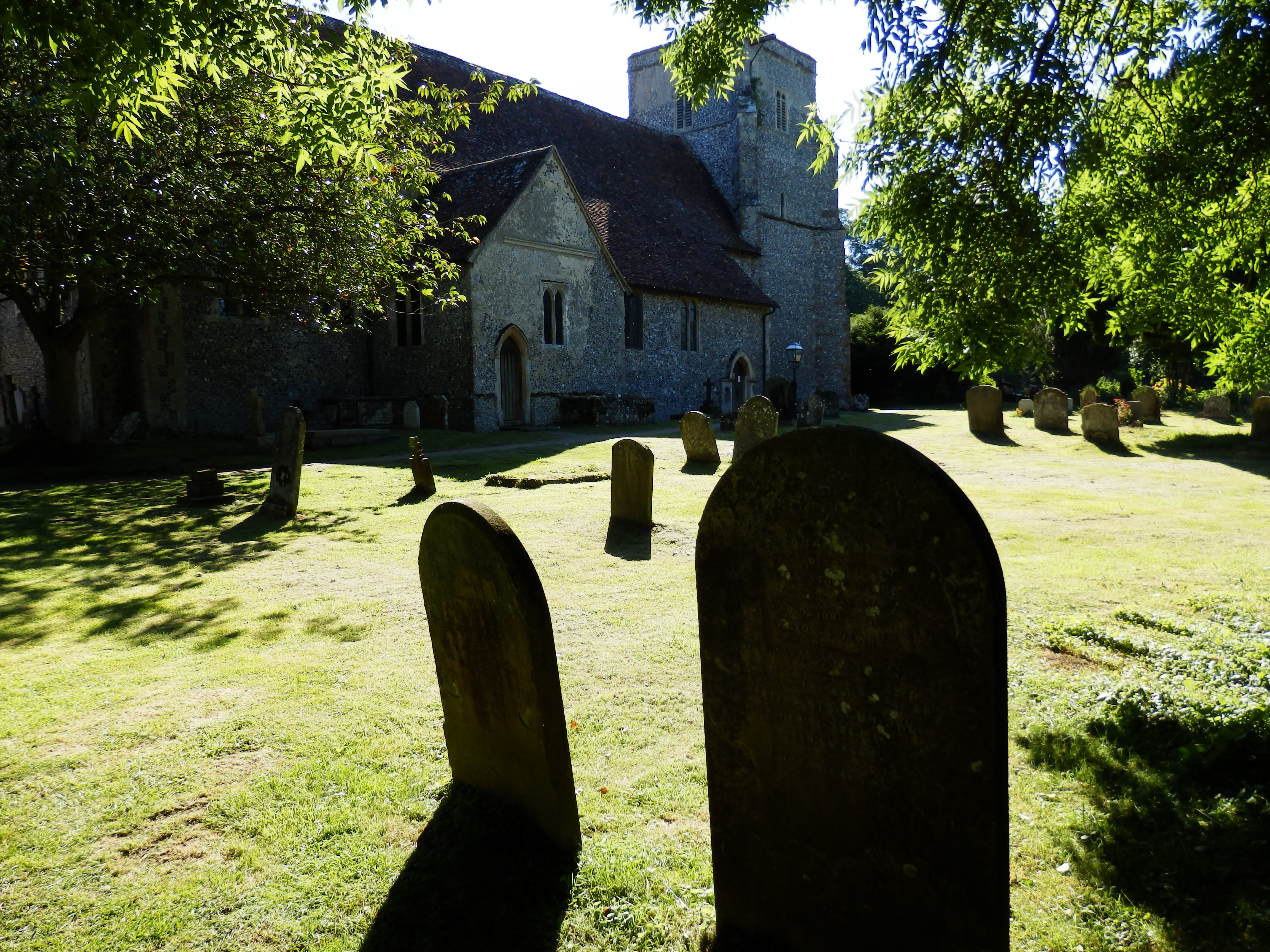
Kirche und Friedhof

Bishopsbourne ist ein kleines Dorf und ein Civil Parish in der Grafschaft Kent in England, etwa 6 km von Canterbury und 24 km von Dover entfernt.
Bekannt wurde die Ortschaft durch den Schriftsteller Joseph Conrad, der von 1919 bis zu seinem Tod am 3. August 1924 im Haus Oswalds lebte. Das Haus steht heute noch. In Bishopsbourne gab es ab 1889 eine eigene Bahnstation der 'Southern Railway'. Die Station wurde 1940 für den zivilen Verkehr und 1945 gänzlich geschlossen. Die Station wurde später völlig renoviert und befindet sich heute in Privatbesitz.

## Söhne und Töchter
- Brian Montgomery (1903–1989), Armeeoffizier und Biograf